# ایوانتسی
ایوانتسی (به بلغاری: Ivantsi) یک منطقهٔ مسکونی در بلغارستان است که در شهرستان کاردژالی واقع شده‌است.